# آندره دوفرس
آندره دوفرس (فرانسوی: André Dufraisse‎؛ (زادهٔ ۳۰ ژوئن ۱۹۲۶ – درگذشتهٔ ۲۱ فوریهٔ ۲۰۲۱) دوچرخه‌سوار اهل فرانسه بود.
از باشگاه‌هایی که در آن رکاب زده‌است می‌توان به تیم دوچرخه‌سواری سن-رافائل اشاره کرد.